# Garrison Mathews

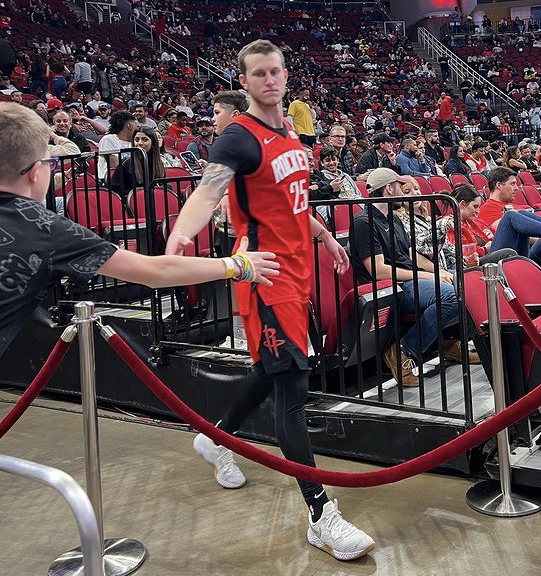
Garrison Matthews, 2022.

Garrison Mathews, född 24 oktober 1996 i Franklin i Tennessee, är en amerikansk professionell basketspelare (SG) som spelar för Atlanta Hawks i National Basketball Association (NBA). Han har tidigare spelat för Washington Wizards och Houston Rockets.
Mathews blev aldrig NBA-draftad.
Innan han blev proffs studerade Mathews vid Lipscomb University och spelade för universitetets idrottsförening Lipscomb Bisons.